# Brunels amarant
De Brunels amarant (Lagonosticta umbrinodorsalis) is een zangvogel uit de familie Estrildidae (prachtvinken).

## Verspreiding en leefgebied
Deze soort komt voor in de droge graslanden van zuidelijk Tsjaad en aangrenzend noordelijk Kameroen.